# Carnaval de Godall
El Carnaval de Godall és una festa catalogada que se celebra el dissabte i dimarts de carnaval a Godall i es caracteritza principalment per la guerra de farina. Testimonis orals apunten que el carnaval ja se celebrava a la fi del segle xix, tot i que no n'hi ha certesa.
Entre les peculiaritats d'aquesta celebració del carnaval a aquesta localitat hi ha les disfresses de màscara que s'utilitzen durant el ball, conegudes com a mascarulles. Consisteixen en disfresses improvisades a partir de peces de roba i objectes de procedència diversa, amb l'objectiu de no ser reconegut. Les màscares dinamitzen la festa amb la seva protocol·lària costum de treure a ballar als qui no van disfressats.
La principal singularitat és la guerra de la farina a ritme de músics de xaranga. Consisteix en un bombardeig d'aquest producte entre els participants que estan al carrer, armats amb bosses i paquets de paper, i que emblanquinen tots els qui surten a fora, tant veïns com visitants. Després de la celebració els carrers queden totalment emblanquinats. En una tarda es poden arribar a tirar fins a 3.000 quilos de farina.